# Woźnice
Woźnice (deutsch Wosnitzen, 1938 bis 1945 Julienhöfen) ist ein Dorf in der polnischen Woiwodschaft Ermland-Masuren. Es gehört zur Stadt- und Landgemeinde Mikołajki (deutsch Nikolaiken) im Powiat Mrągowski (Kreis Sensburg).

## Geographische Lage
Woźnice liegt in der östlichen Mitte der Woiwodschaft Ermland-Masuren, 22 Kilometer östlich der Kreisstadt Mrągowo (deutsch Sensburg).

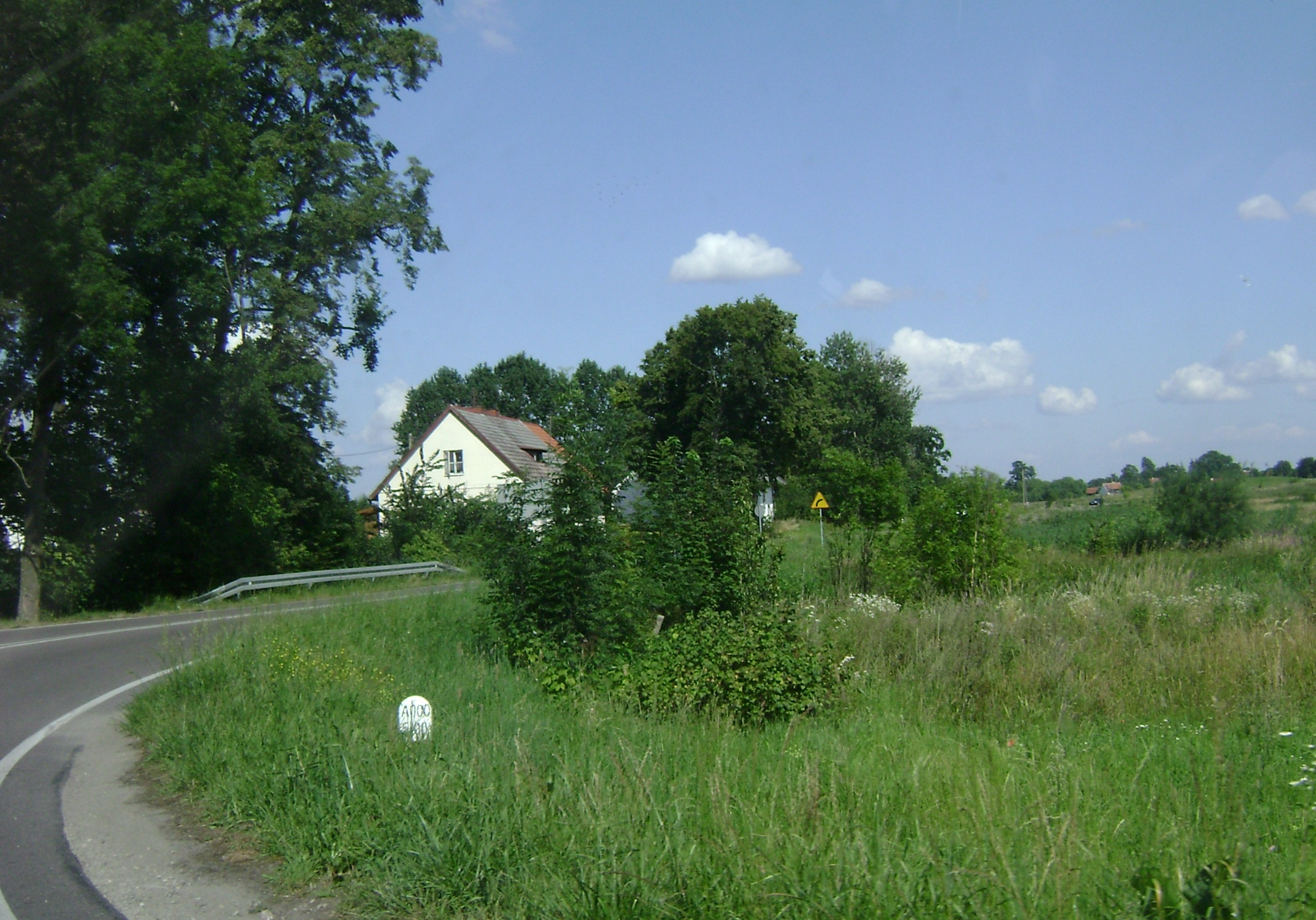
Die Ortsdurchfahrt Woźnice der Landesstraße (DK) 16 (frühere Reichsstraße 127)

## Geschichte
Das 1818 Woznitzen und bis 1938 Wosnitzen genannte Dorf wurde 1548 gegründet. Am 8. April 1874 wurde es Amtssitz und damit namensgebend für einen Amtsbezirk, der – am 15. November 1938 in „Amtsbezirk Julienhöfen“ umbenannt – bis 1945 bestand und zum Kreis Sensburg im Regierungsbezirk Gumbinnen (ab 1905: Regierungsbezirk Allenstein) in der preußischen Provinz Ostpreußen gehörte. Am 1. Oktober 1874 wurde Wosnitzen außerdem Sitz eines Standesamtes.
Aufgrund der Bestimmungen des Versailler Vertrags stimmte die Bevölkerung im Abstimmungsgebiet Allenstein, zu dem Wosnitzen gehörte, am 11. Juli 1920 über die weitere staatliche Zugehörigkeit zu Ostpreußen (und damit zu Deutschland) oder den Anschluss an Polen ab. In Wosnitzen stimmten 460 Einwohner für den Verbleib bei Ostpreußen, auf Polen entfielen keine Stimmen.
Am 30. September 1928 vergrößerte sich die Gemeinde Wosnitzen um die Orte Julienthal (polnisch Lelek) und Klein Grabnick (Grabnik Mały), die zusätzlich zu den bisherigen Orten Bahnhof Wosnitzen, Karlshorst (Pszczółki) und Kettnershof eingemeindet wurden. Aus politisch-ideologischen Gründen der Abwehr fremdländisch klingender Ortsnamen wurde Wosnitzen am 3. Juni (amtlich bestätigt am 16. Juli) 1938 in „Julienhöfen“ umbenannt.
In Kriegsfolge kam das südliche Ostpreußen 1945 zu Polen und mit ihm auch das Dorf Wosnitzen bzw. Julienhöfen, das die polnische Namensform „Woźnice“ erhielt. Es ist heute Sitz eines Schulzenamtes (polnisch Sołectwo) und als solches eine Ortschaft im Verbund der Stadt- und Landgemeinde Mikołajki (Nikolaiken) im Powiat Mrągowski (Kreis Sensburg), bis 1998 der Woiwodschaft Suwałki, seither der Woiwodschaft Ermland-Masuren zugehörig.

### Einwohnerzahlen
| Jahr | Anzahl |
| ---- | ------ |
| 1818 | 400    |
| 1839 | 560    |
| 1867 | 712    |
| 1885 | 759    |
| 1898 | 674    |
| 1905 | 586    |
| 1910 | 597    |
| 1933 | 805    |
| 1939 | 764    |
| 2011 | 847    |

### Amtsbezirk Wosnitzen/Julienhöfen (1874–1945)
Zum Amtsbezirk Wosnitzen gehörten bei seiner Errichtung 1874 vier Orte, am Ende waren es aufgrund von Strukturveränderungen nur noch zwei:
| Name           | Geänderter Name (1938 bis 1945) | Polnischer Name | Bemerkungen                      |
| -------------- | ------------------------------- | --------------- | -------------------------------- |
| Julienthal     |                                 | Lelek           | 1928 nach Wosnitzen eingemeindet |
| Klein Grabnick |                                 | Grabnik Mały    | 1928 nach Wosnitzen eingemeindet |
| Talten         |                                 | Tałty           |                                  |
| Wosnitzen      | Julienhöfen                     | Woźnice         |                                  |

Im Januar 1945 gehörten noch Julienhöfen sowie Talten zu dem – inzwischen umbenannten – Amtsbezirk Julienhöfen.

## Kirche

### Evangelisch
Im Jahre 1905 zählte Wosnitzen 586 Einwohner, von denen 581 evangelischer Konfession waren. Bis 1945 gehörte Wosnitzen resp. Julienhöfen zum evangelischen Kirchspiel Nikolaiken in der Kirchenprovinz Ostpreußen der Kirche der Altpreußischen Union eingepfarrt. Heute ist besteht weiterhin der Bezug zur Pfarrei Mikołajki, jetzt allerdings in der Diözese Masuren der Evangelisch-Augsburgischen Kirche in Polen gelegen.

### Katholisch
1905 gab es lediglich fünf katholische Einwohner in Wosnitzen. Sie waren in die Pfarrgemeinde St. Adalbert in Sensburg im Bistum Ermland eingegliedert. Heute leben in Woźnice fast ausnahmslos katholische Kirchenglieder, die mit gleichgesinnten Einwohnern der Nachbarorte 1984 zu einer eigenen Pfarrgemeinde in Woźnice zusammengeschlossen wurden. Die Pfarrei (polnisch Parafia) ist nach Maximilian Kolbe benannt und gehört zum Dekanat  Mikołajki im Bistum Ełk in der polnischen katholischen Kirche.

## Verkehr

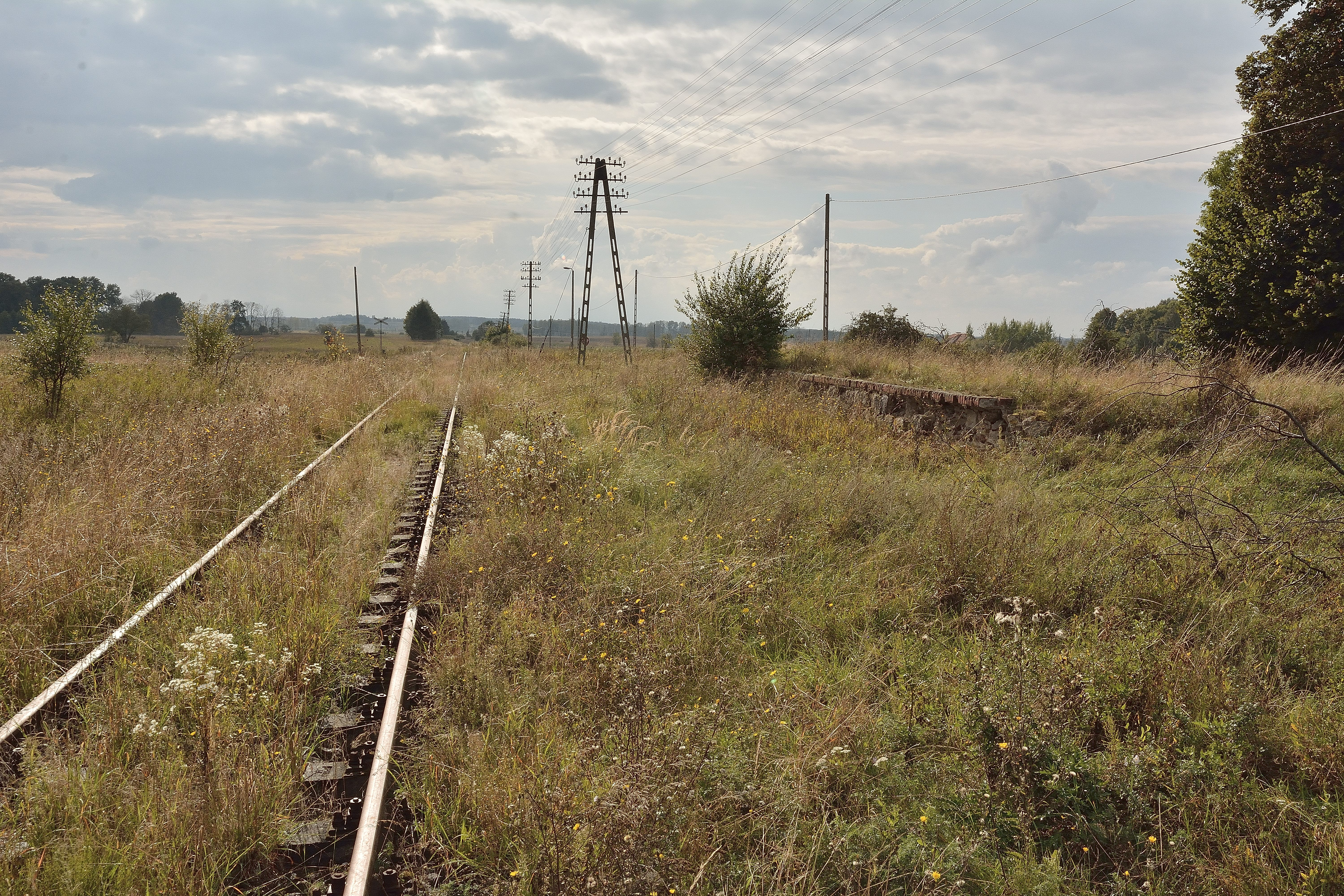
Ehemaliger Haltepunkt Woźnice (Wosnitzen/Julienhöfen) an der Bahnstrecke Czerwonka–Ełk (Rothfließ–Lyck)

### Straße
Woźnice liegt verkehrsgünstig an der polnischen Landesstraße 16 (frühere deutsche Reichsstraße 127), die das einstige südliche Ostpreußen in West-Ost-Richtung durchzog, heute drei polnische Woiwodschaften miteinander verbindet und bis zur polnisch-litauischen Staatsgrenze führt. In Woźnice endet auch eine kleine aus südlicher Richtung von Grabnik Mały (Klein Grabnick) kommende Nebenstraße.

### Schiene
Als am 2. Oktober 1911 das Teilstück Sensburg–Arys der späteren Bahnstrecke Czerwonka–Ełk (Rothfließ–Lyck) eröffnet wurde, bekam Wosnitzen eine eigene Bahnstation. Bis 2009 wurde die Bahnstrecke befahren, danach ist sie stillgelegt, um vielleicht in irgendeiner Zukunft aber wieder reaktivierte zu werden.